# デイトン・ムーア

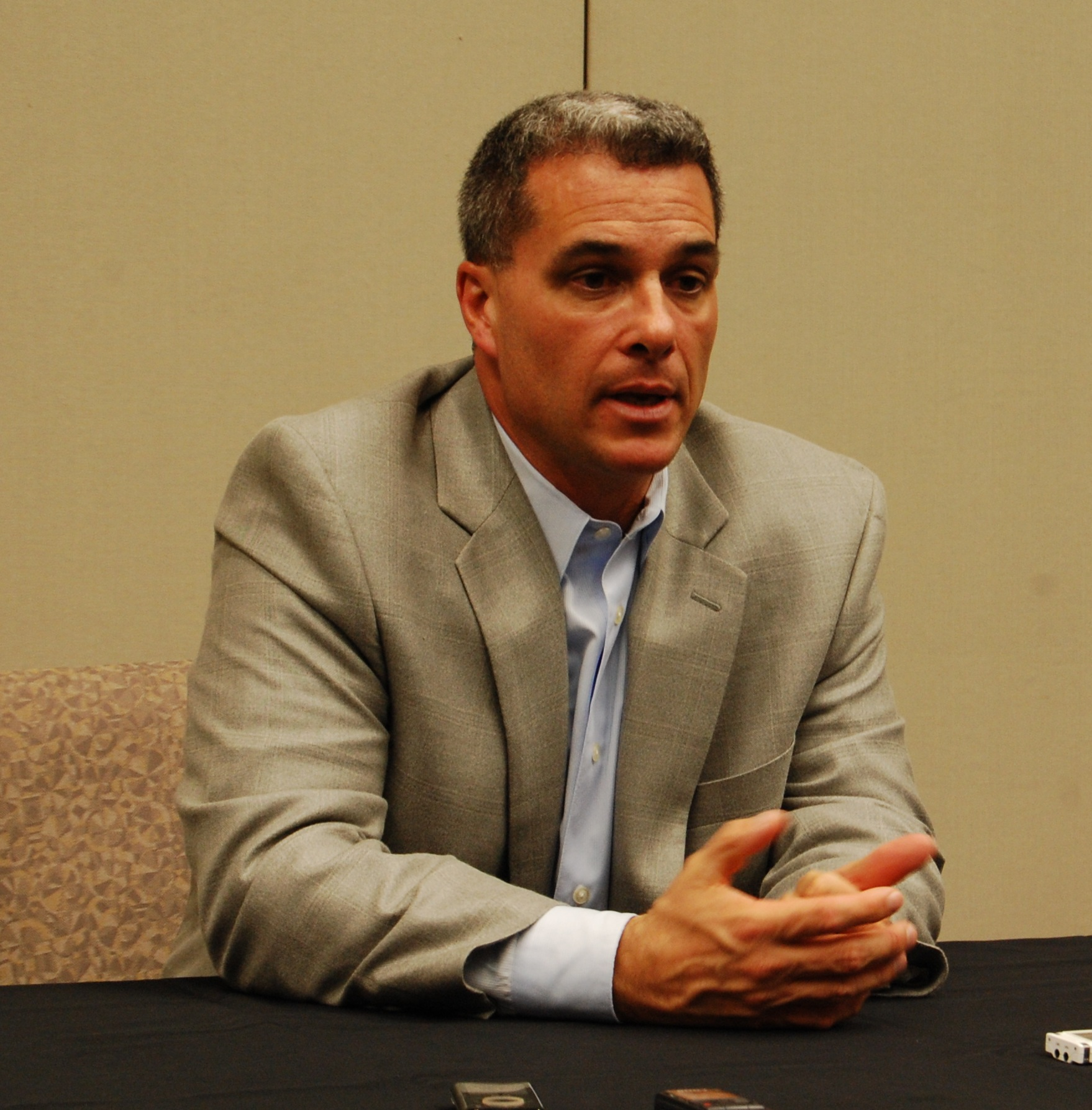

デイトン・ムーア（Dayton Moore 1967年2月17日 - ）は、MLBのカンザスシティ・ロイヤルズの元ゼネラルマネージャー （GM）のち球団編成総責任者（2006年6月 - 2022年9月）。現在は、テキサス・レンジャーズの球団編成シニアアドバイザーを務める。

## 経歴
カンザスシティから200マイルほど離れたカンザス州ウィチタ出身。カンザスシティ・ロイヤルズファンとして育ち、1985年のワールドシリーズの時はロイヤルズ・スタジアム（現：カウフマン・スタジアム）の外野の芝生で観戦していた。
その後、1994年よりアトランタ・ブレーブス入りし、チーム編成の達人と言われるGMのジョン・シャーホルツの下、スカウト、GM補佐を務めた。
2006年6月、ロイヤルズのGMだったアラード・ベアードの解任を受け、後任に抜擢された。当初は結果が出ず、チームの長期低迷を脱することができなかった。しかし、その間にビリー・バトラー、アレックス・ゴードン、マイク・ムスタカス、エリック・ホズマー、サルバドール・ペレスら生え抜きの有望株が育ち、これが後の躍進につながっていく。
後述のトレードの成果もあり、2013年は投手陣がアメリカンリーグトップのチーム防御率（3.45）を記録するなど奮闘し、チーム10年ぶり及びムーアがGMになって初のシーズン勝ち越し（86勝76敗で3位）。翌2014年には29年ぶりにポストシーズンに進出し、ア・リーグ優勝を決めた。そして2015年には30年ぶりとなるワールドシリーズ制覇を果たした。
2021年9月にはGMの座を部下のJ.J.ピコロに譲って球団編成総責任者へと昇進したが、2022年9月に解任された（後任は前述のピコロ）。
2022年11月からはテキサス・レンジャーズの球団編成シニアアドバイザーを務める 。

## GMとしての特徴
ドラフトや海外FAでは粗削りで体格にハンディがあっても、走力、肩、パワーなどに長けた選手を好む傾向が強い。トレードやFAでの補強では、GMになって数年間は古巣のブレーブス出身選手や積極的に打ちにいくフリースインガータイプの選手を獲得することが多かった（前者はブルース・チェンやブライアン・ペーニャ、後者はユニエスキー・ベタンコートやジェフ・フランコーアなど）。

## トレードの成功例
- 2010年12月18日にミルウォーキー・ブルワーズとのトレードで、サイ・ヤング賞を獲得するなどエースとして君臨したザック・グレインキー、この年主力打者として活躍したベタンコートを出して、ロレンゾ・ケイン、アルシデス・エスコバー、ジェレミー・ジェフレス、ジェイク・オドリッジの若手有望株4人を獲得した。このうちケイン（中堅手）とエスコバー（遊撃手）はセンターラインのレギュラーとなり、ロイヤルズ移籍後に本格ブレイクした。

- 2012年12月9日にタンパベイ・レイズとのトレードで、メジャーデビュー目前で超有望株との評判のウィル・マイヤーズ、先発候補の若手右腕オドリッジらを出して、右のエースジェームズ・シールズ、先発・リリーフとして重宝していたウェイド・デービスらを獲得した[7]。シールズは1年目ア・リーグ最多の228.2回を投げて13勝、2年目も227回を投げて14勝と2013年のチーム10年ぶりのシーズン勝ち越し及び2014年のチーム29年ぶりのワールドシリーズ進出にそれぞれ貢献した。デービスは1年目先発して防御率5点台だったものの8勝を挙げ、2年目にはリリーフに固定で勝ち試合の8回を任されて71試合に登板して9勝2敗3セーブ・防御率1.00で被本塁打0の圧倒的な好成績、さらに2015年のワールドシリーズでは30年ぶりの世界一の瞬間には「胴上げ投手」となった。